# 츠춘쉐
츠춘쉐(중국어: 池春雪, 병음: Chí Chūnxuě, 한자음: 지춘설, 1998년 1월 4일~)는 중화인민공화국의 크로스컨트리 스키 선수이다. 2018년 동계 올림픽과 2022년 동계 올림픽에 중화인민공화국 국가대표로 참가했다. 